# Saint-Erblon (Ille-et-Vilaine)
Pour les articles homonymes, voir Saint-Erblon.
Saint-Erblon est une commune française située dans le département d'Ille-et-Vilaine, en région Bretagne.
Elle est membre de Rennes Métropole, comme 42 autres communes.

## Géographie

### Localisation et communes limitrophes
La ville de Saint-Erblon se situe au sud de l'agglomération rennaise.
|           | Noyal-Châtillon-sur-Seiche |                 |
| Pont-Péan | Saint-Erblon               | Vern-sur-Seiche |
|           | Orgères                    | Bourgbarré      |

### Hydrographie
Pour un article plus général, voir Réseau hydrographique d'Ille-et-Vilaine.
La commune est située dans le bassin Loire-Bretagne. Elle est drainée par la Seiche, l'Ise, le ruisseau de Bodin et le ruisseau de la Maisonnais,,.
La Seiche, d'une longueur de 97 km, prend sa source dans la commune du Pertre et se jette  dans la Vilaine à Bruz, après avoir traversé 24 communes. 

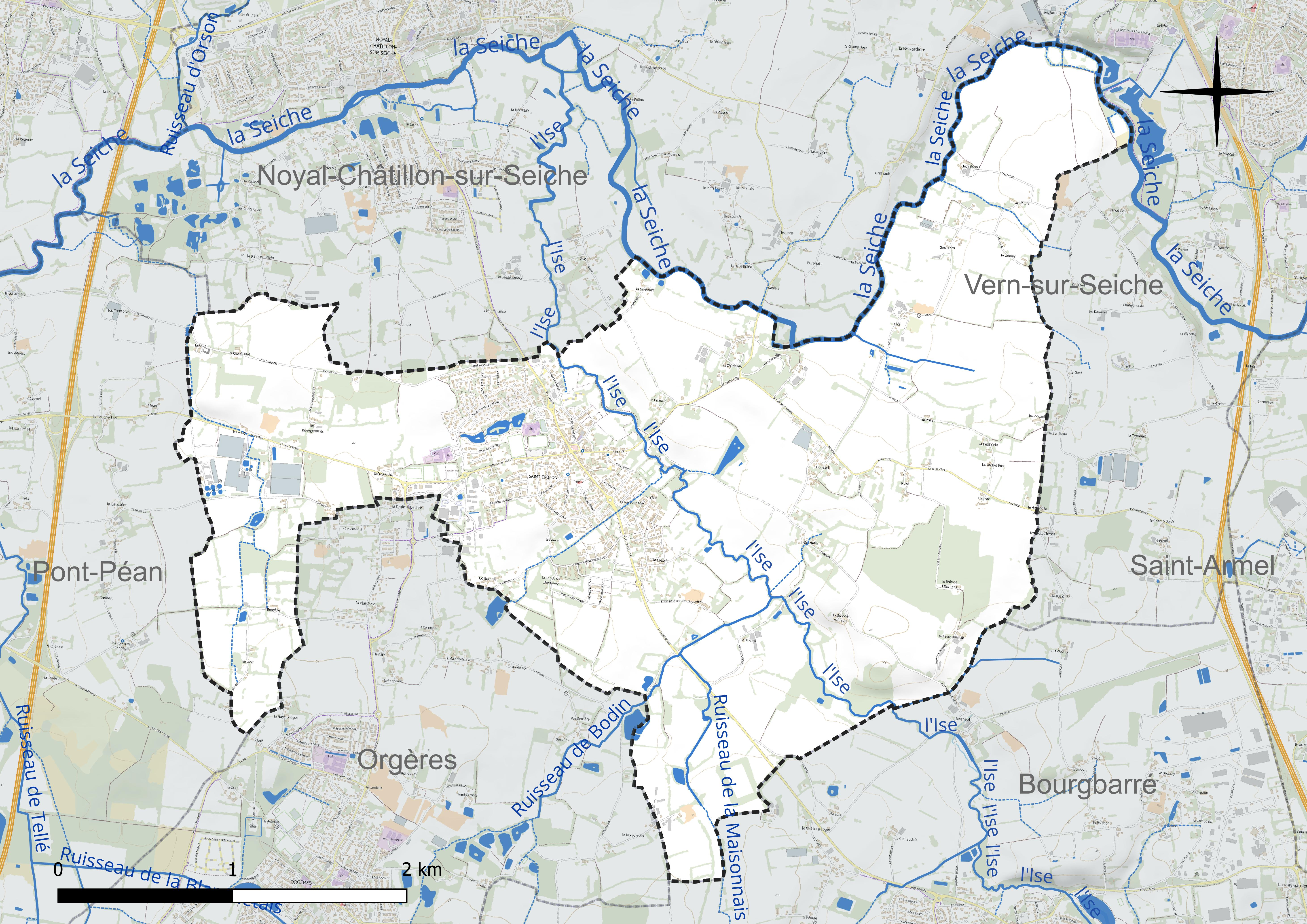
Réseau hydrographique de Saint-Erblon.

L'Ise, d'une longueur de 30 km, prend sa source dans la commune de Janzé et se jette  dans la Seiche à Noyal-Châtillon-sur-Seiche, après avoir traversé sept communes. 

### Climat
Pour des articles plus généraux, voir Climat de la Bretagne et Climat d'Ille-et-Vilaine.
En 2010, le climat de la commune est de type climat océanique altéré, selon une étude du CNRS s'appuyant sur une série de données couvrant la période 1971-2000. En 2020, Météo-France publie une typologie des climats de la France métropolitaine dans laquelle la commune est exposée à un climat océanique et est dans la région climatique  Bretagne orientale et méridionale, Pays nantais, Vendée, caractérisée par une faible pluviométrie en été et une bonne insolation. Parallèlement l'observatoire de l'environnement en Bretagne publie en 2020 un zonage climatique de la région Bretagne, s'appuyant sur des données de Météo-France de 2009. La commune est, selon ce zonage, dans la zone « Sud Est », avec des étés relativement chauds et ensoleillés.  
Pour la période 1971-2000, la température annuelle moyenne est de 11,7 °C, avec une amplitude thermique annuelle de 12,8 °C. Le cumul annuel moyen de précipitations est de 736 mm, avec 12 jours de précipitations en janvier et 6,3 jours en juillet. Pour la période 1991-2020, la température moyenne annuelle observée sur la station météorologique la plus proche, située sur la commune de Saint-Jacques-de-la-Lande à 7 km à vol d'oiseau, est de 12,4 °C et le cumul annuel moyen de précipitations est de 691,0 mm,. Pour l'avenir, les paramètres climatiques de la commune estimés pour 2050 selon différents scénarios d'émission de gaz à effet de serre sont consultables sur un site dédié publié par Météo-France en novembre 2022.

## Urbanisme

### Typologie
Au 1er janvier 2024, Saint-Erblon est catégorisée ceinture urbaine, selon la nouvelle grille communale de densité à sept niveaux définie par l'Insee en 2022.
Elle appartient à l'unité urbaine de Saint-Erblon, une unité urbaine monocommunale constituant une ville isolée,. Par ailleurs la commune fait partie de l'aire d'attraction de Rennes, dont elle est une commune de la couronne,. Cette aire, qui regroupe 183 communes, est catégorisée dans les aires de 700 000 habitants ou plus (hors Paris),.

### Occupation des sols
L'occupation des sols de la commune, telle qu'elle ressort de la base de données européenne d'occupation biophysique des sols Corine Land Cover (CLC), est marquée par l'importance des territoires agricoles (86,9 % en 2018), en diminution par rapport à 1990 (91,2 %). La répartition détaillée en 2018 est la suivante : 
zones agricoles hétérogènes (38,5 %), terres arables (35,3 %), prairies (13 %), zones urbanisées (10,4 %), forêts (2,7 %). L'évolution de l'occupation des sols de la commune et de ses infrastructures peut être observée sur les différentes représentations cartographiques du territoire : la carte de Cassini (XVIIIe siècle), la carte d'état-major (1820-1866) et les cartes ou photos aériennes de l'IGN pour la période actuelle (1950 à aujourd'hui).

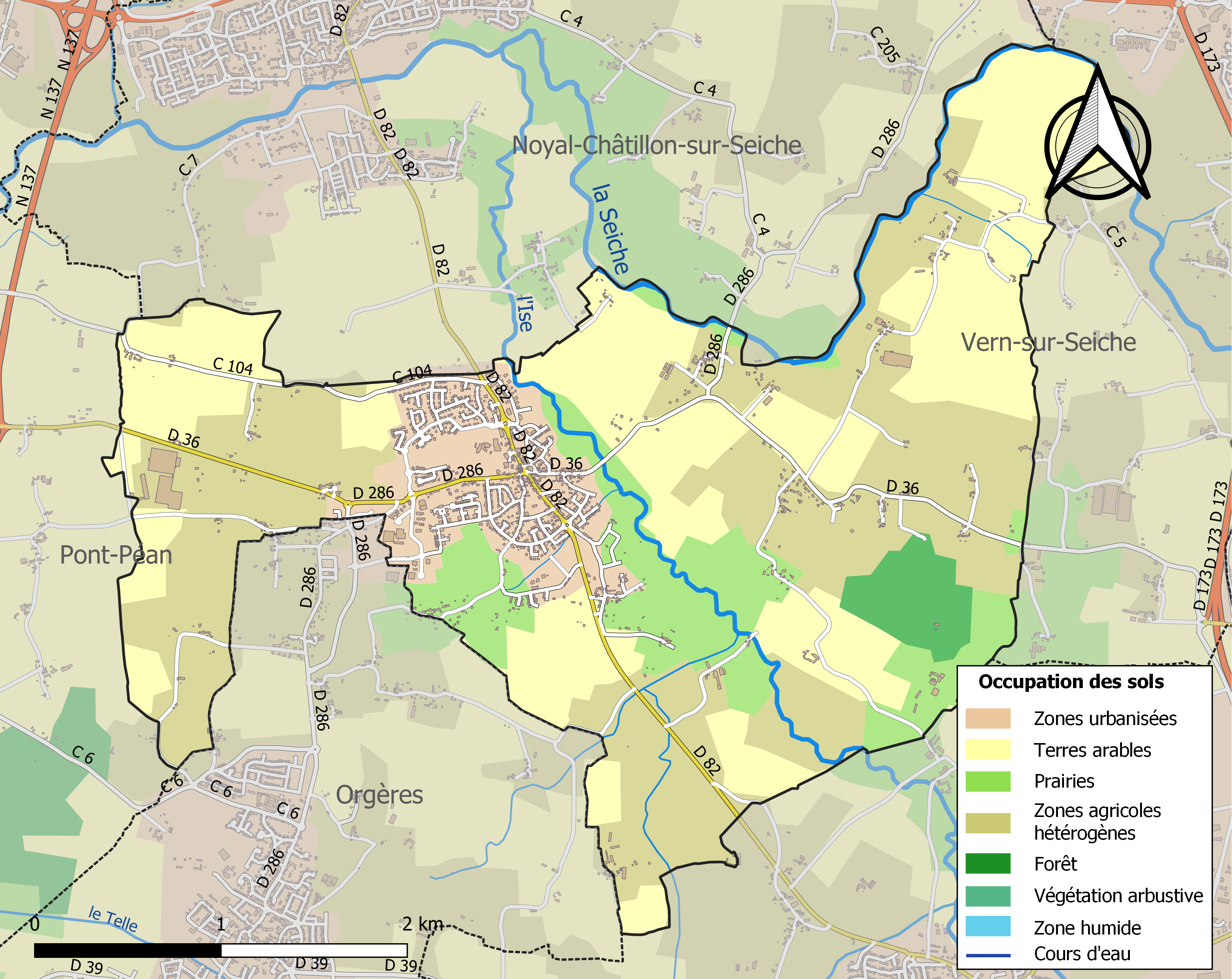
Carte des infrastructures et de l'occupation des sols de la commune en 2018 (CLC).

### Logement
Le tableau ci-dessous présente une comparaison de quelques indicateurs chiffrés du logement pour Saint-Erblon et l'ensemble de l'Ille-et-Vilaine en 2017,.
|                                                        | Saint-Erblon | Ille-et-Vilaine |
| ------------------------------------------------------ | ------------ | --------------- |
| Parc immobilier total (en nombre d'habitations)        | 1 353        | 546 440         |
| Part des résidences principales (en %)                 | 95,2         | 86,2            |
| Part des résidences secondaires (en %)                 | 0,7          | 6,9             |
| Part des logements vacants (en %)                      | 4,0          | 6,9             |
| Part des ménages propriétaires de leur logement (en %) | 73,2         | 59,8            |

### Morphologie urbaine
Saint-Erblon dispose d'un plan local d'urbanisme intercommunal approuvé par délibération du conseil métropolitain du 19 décembre 2019. Il divise l'espace des 43 communes de Rennes Métropole en zones urbaines, agricoles ou naturelles.

## Toponymie
Les formes anciennes sont :
- Sancti Armellandi (1211)
- Sancti Hermelandi de Eremo (1455)
- S. Erbellon

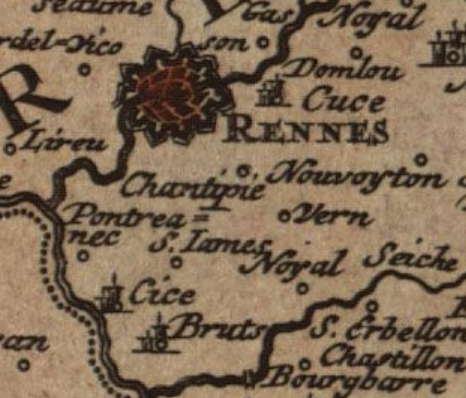
Extrait de la Tabula ducatus britanniae gallis, où l'on peut lire « S. Erbellon ». Le symbole utilisé signifie pagi (bourgs).

Le nom en gallo de la commune est Saint-Erbllon ou Saint-Erbelon. 
Le nom breton de la commune était Sant-Hermelen-Roazhon, aujourd'hui  Sant-Ervlon-an-Dezerzh.
Le nom de la commune proviendrait de saint Herbot, dit aussi saint Herblon ou saint Hermelan.

## Histoire
Le 1er janvier 1986, la commune se voit amputer d'une partie de son territoire avec la création de Pont-Péan, ancien hameau qui était rattaché à Saint-Erblon depuis la Révolution.

## Politique et administration

### Rattachements administratifs et électoraux

#### Circonscriptions de rattachement
Saint-Erblon appartient à l'arrondissement de Rennes et au canton de Janzé depuis le redécoupage cantonal de 2014. Avant cette date, elle a appartenu aux cantons suivants : Rennes-Sud-Ouest (1833-1973), Rennes-VIII (1973-1982) et Bruz (1982-2015).
Pour l'élection des députés, la commune fait partie de la première circonscription d'Ille-et-Vilaine, représentée depuis juillet 2024 par Marie Mesmeur (LFI-NUPES). Sous la IIIe République, elle appartenait à la deuxième circonscription de Rennes, de 1958 à 1986 à la 2e circonscription d'Ille-et-Vilaine (Rennes-Sud) et de 1986 à 2010 à la 4e circonscription d'Ille-et-Vilaine (Redon).

#### Intercommunalité
La commune appartient à Rennes Métropole depuis sa création le 9 juillet 1970. Saint-Erblon faisait alors partie des 27 communes fondatrices du District urbain de l'agglomération rennaise qui a pris sa dénomination actuelle le 1er janvier 2000.
Saint-Erblon fait aussi partie du Pays de Rennes.

#### Institutions judiciaires
Sur le plan des institutions judiciaires, la commune relève du tribunal judiciaire (qui a remplacé le tribunal d'instance et le tribunal de grande instance le 1er janvier 2020), du tribunal pour enfants, du conseil de prud'hommes, du tribunal de commerce, de la cour d'appel et du tribunal administratif de Rennes et de la cour administrative d'appel de Nantes.

### Administration municipale
Le nombre d'habitants au dernier recensement étant compris entre 2 500 et 3 499, le nombre de membres du conseil municipal est de 23.

### Liste des maires
| Période                                  | Période               | Identité                   | Étiquette        | Qualité |
| ---------------------------------------- | --------------------- | -------------------------- | ---------------- | --- |
|                                          | vers 1792             | Jean, Baptiste Frogerais   |                  | Premier maire de Saint-Erblon |
| ca. 1905                                 | 1911 (décès)          | Jean-Louis Benoist         |                  | Menuisier |
| février 1911                             | décembre 1919         | Pierre Dautry              |                  | |
| décembre 1919                            | décembre 1939 (décès) | Aristide Legault           |                  | Officier d'Académie |
| janvier 1940                             | mai 1942              | Jean Marie Frédéric Froger |                  | Adjoint faisant fonction de maire |
| octobre 1942                             | novembre 1944         | Alexandre Gilois           |                  | |
| décembre 1944                            | octobre 1947          | Joseph Crambert            |                  | Commerçant |
| octobre 1947                             | mars 1965             | Alexandre Gilois           |                  | |
| mars 1965                                | 18 mars 1983          | Alexandre Quatrebœufs      |                  | Boulanger, maire honoraire |
| 18 mars 1983                             | décembre 1985         | Pierre Récan               |                  | Cadre commercial Maire de Pont-Péan (1986 → 1995) |
| février 1986                             | 22 mars 2008          | Jean-Gilles Berthommier    | UDF-CDS puis UMP | Professeur d'histoire-géographie, maire honoraire Député de la 4e circonscription d'Ille-et-Vilaine (1993 → 1995) Vice-président de Rennes District (1989 → 2008) |
| 22 mars 2008                             | 25 mai 2020           | Hervé Letort               | PS               | Conseiller pédagogique 17e vice-président de Rennes Métropole (2014 → 2020)                                                                                       |
| 25 mai 2020                              | En cours              | Matthieu Pollet            | DVG              | Chef d'entreprise 20e vice-président de Rennes Métropole (2022 → )                                                                                                |
| Les données manquantes sont à compléter. |                       |                            |                  | |

### Jumelages
- Buk (Pologne) depuis 1990[22] [réf. nécessaire]

## Démographie
L'évolution du nombre d'habitants est connue à travers les recensements de la population effectués dans la commune depuis 1793. Pour les communes de moins de 10 000 habitants, une enquête de recensement portant sur toute la population est réalisée tous les cinq ans, les populations de référence des années intermédiaires étant quant à elles estimées par interpolation ou extrapolation. Pour la commune, le premier recensement exhaustif entrant dans le cadre du nouveau dispositif a été réalisé en 2005.

En 2022, la commune comptait 3 615 habitants, en évolution de +23,59 % par rapport à 2016 (Ille-et-Vilaine : +5,46 %, France hors Mayotte : +2,11 %).
| 1793  | 1800  | 1806  | 1821  | 1831  | 1836  | 1841  | 1846  | 1851  |
| ----- | ----- | ----- | ----- | ----- | ----- | ----- | ----- | ----- |
| 1 289 | 1 342 | 1 347 | 1 275 | 1 350 | 1 319 | 1 264 | 1 378 | 1 309 |

| 1856  | 1861  | 1866  | 1872  | 1876  | 1881  | 1886  | 1891  | 1896  |
| ----- | ----- | ----- | ----- | ----- | ----- | ----- | ----- | ----- |
| 1 370 | 1 487 | 1 550 | 1 531 | 1 541 | 1 645 | 1 773 | 1 892 | 1 885 |

| 1901  | 1906  | 1911  | 1921  | 1926  | 1931  | 1936  | 1946  | 1954  |
| ----- | ----- | ----- | ----- | ----- | ----- | ----- | ----- | ----- |
| 1 791 | 1 320 | 1 311 | 1 327 | 1 347 | 1 354 | 1 425 | 1 750 | 1 779 |

| 1962  | 1968 | 1975  | 1982  | 1990  | 1999  | 2005  | 2006  | 2010  |
| ----- | ---- | ----- | ----- | ----- | ----- | ----- | ----- | ----- |
| 1 847 | 681  | 1 108 | 1 238 | 1 708 | 2 230 | 2 421 | 2 475 | 2 482 |

| 2015  | 2020  | 2022  | - | - | - | - | - | - |
| ----- | ----- | ----- | - | - | - | - | - | - |
| 2 879 | 3 428 | 3 615 | - | - | - | - | - | - |

## Vie locale

### Enseignement
La commune compte deux écoles, une publique et une privée, ainsi qu'un collège, ouvert en septembre 2015.
- Groupe scolaire Louise Michel
- École privée Saint-Jean (environ 120 élèves)
- Collège privé Saint-Paul (environ 500 élèves)

Le collège public de secteur est à Orgères à moins de 3 km, le Lycée (Bréquigny) est à Rennes.

### Transports
La ville de Saint-Erblon, membre de Rennes Métropole est desservie par les bus du STAR de Rennes Métropole, via les lignes 61 et 161ex, 212, 232 et 233.

## Personnalités liées à la commune
- Noël du Fail (1520-1591), écrivain et juriste, né dans la propriété familiale de Château-Letard à Saint-Erblon.
- Frédéric Deschamps (1850-1920), sculpteur, grand prix de Rome (1850 - 1920), né et mort dans la commune.

## Lieux et monuments

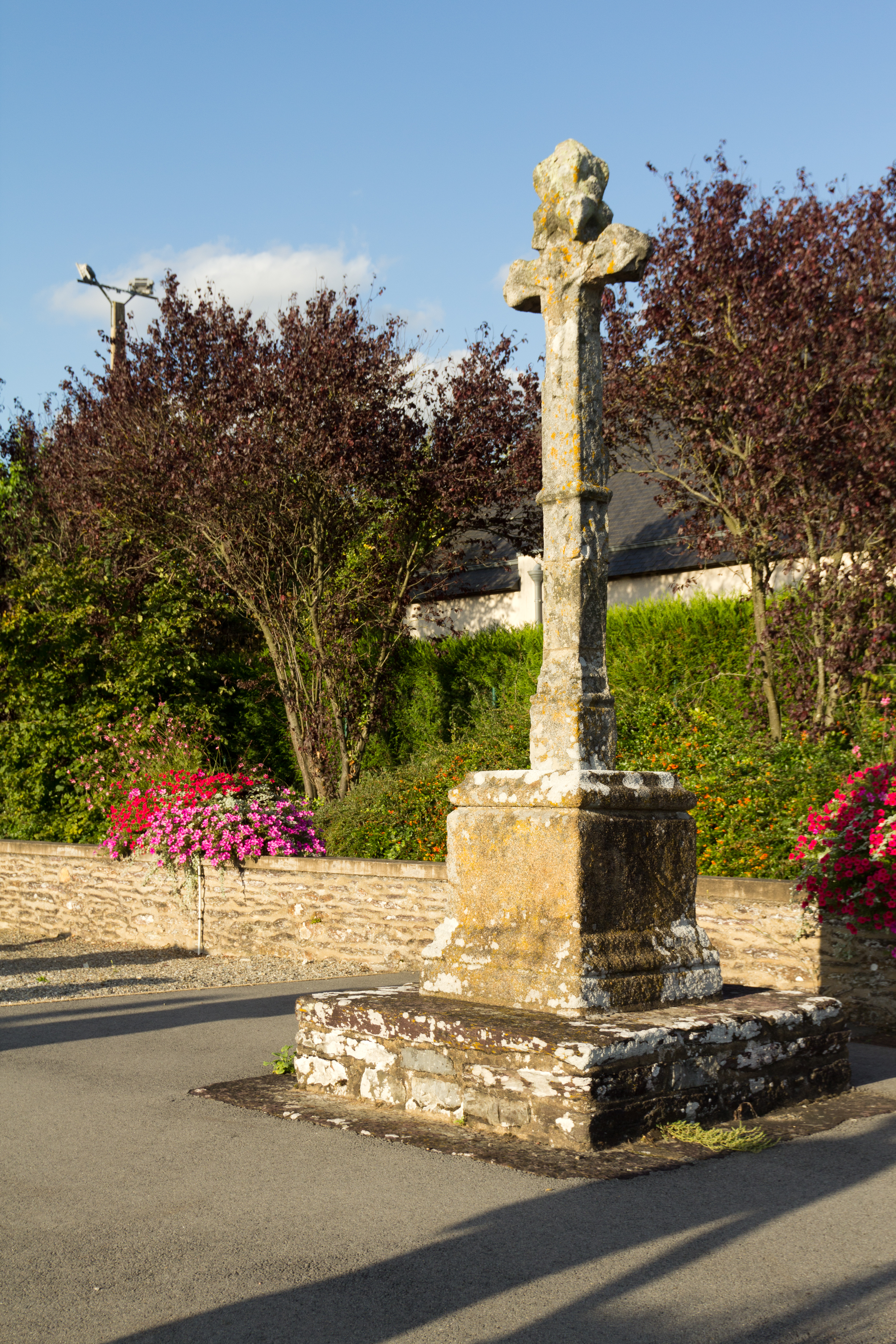
La croix de cimetière du XVIe siècle.
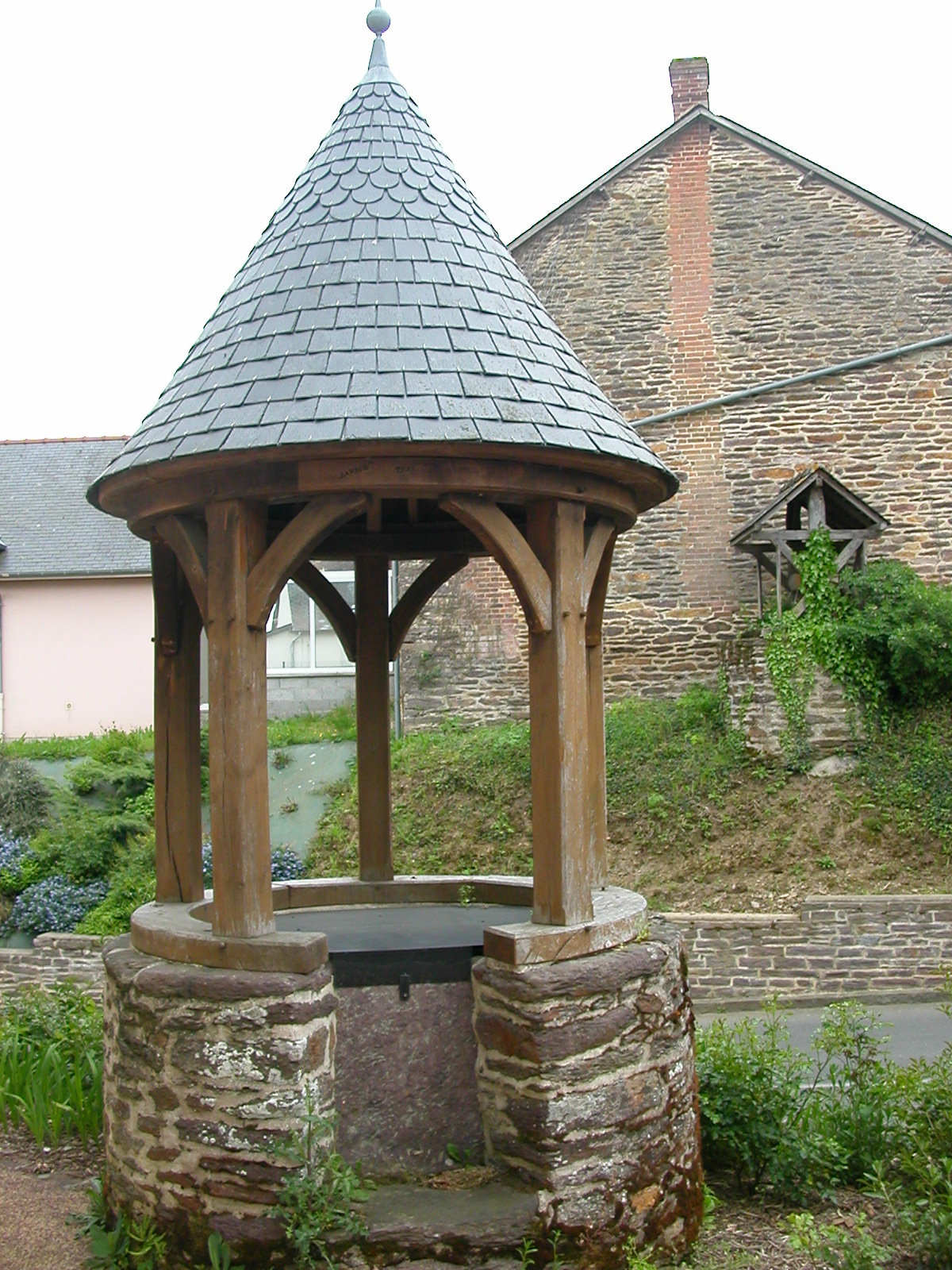
Le puits en centre bourg.
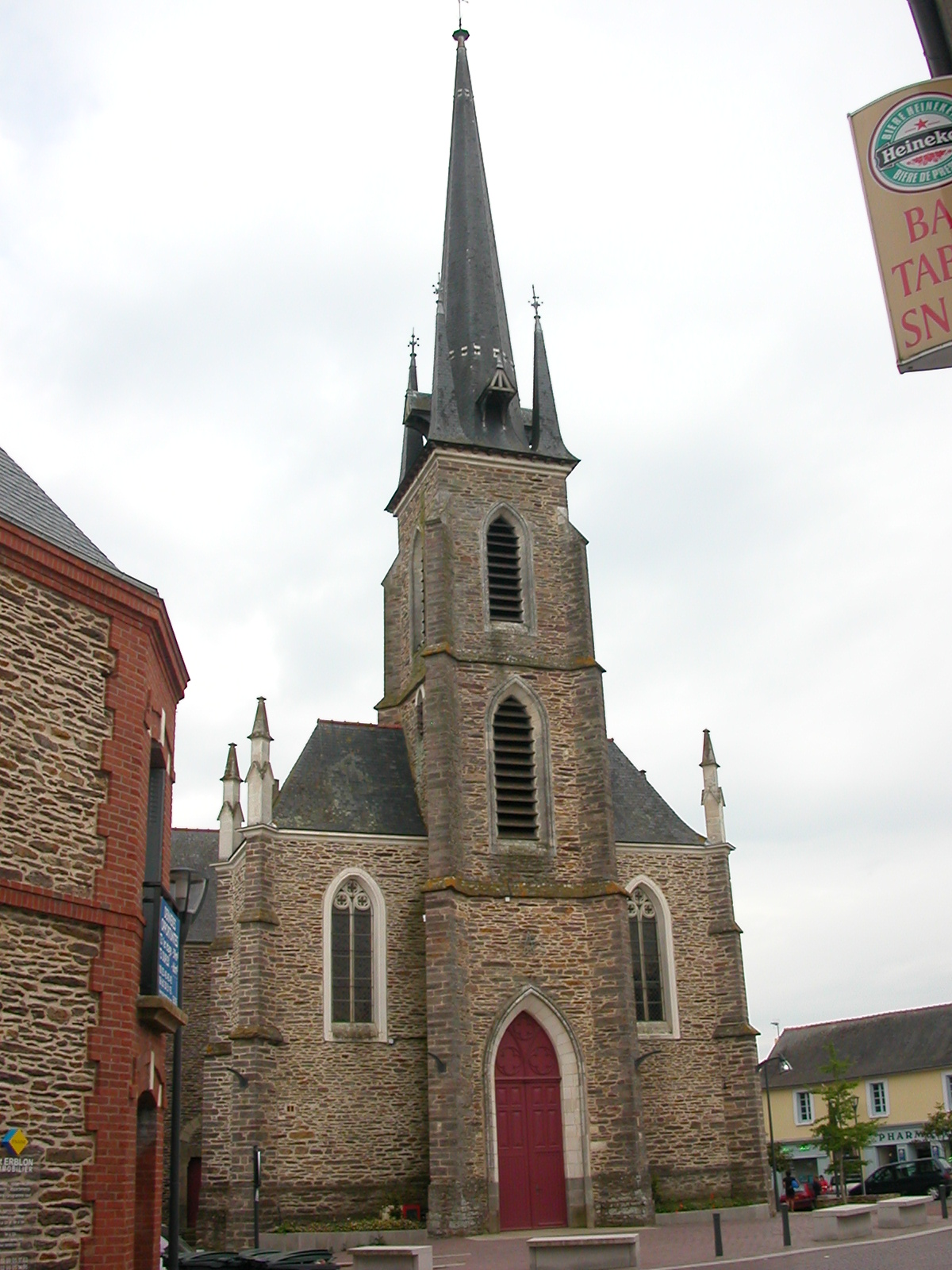
L'église.

La commune abrite un monument historique :
- Une croix du cimetière en granit, datant du XVIe siècle, inscrite par arrêté du 27 février 1946[27].

### Archives
- Baronnie de Châteauloger - Saint-Erblon, Bourgbarré, cotes 23 J 466 à 23 J 474 > Fonds de La Bourdonnaye-Montluc (23 J), Archives I&V.